# Großlangheim
Großlangheim település Németországban, azon belül Bajorországban. Lakosainak száma 1599 fő (2023. december 31.).

## Népesség
A település népessége az elmúlt években az alábbi módon változott:
| Lakosok száma | 1235 | 1423 | 1244 | 1293 | 1609 | 1604 | 1586 | 1590 | 1552 | 1599 |
|               | 1875 | 1950 | 1975 | 1987 | 2012 | 2014 | 2016 | 2017 | 2021 | 2023 |